# Preston North End
Preston North End (offiziell Preston North End Football Club) – auch bekannt unter dem Spitznamen The Lilywhites (Die Lilienweißen) oder auch kurz PNE sowie North End – ist ein professioneller englischer Fußballverein. Er war 1889 der erste englische Fußballmeister und ebenso der erste Double-Sieger. Insgesamt hat Preston zwei Englische Meisterschaften und zweimal den FA Cup gewonnen. Zurzeit spielt der Club in der englischen EFL Championship, der zweiten englischen Liga. Der Heimatort des Vereins ist der Stadtteil Deepdale in Preston, Lancashire. Als Hauptrivale gilt der FC Blackpool.

## Vereinsgeschichte
Gegründet im Jahr 1880, war PNE 1888 eines der Gründungsmitglieder der englischen Football League und gewann die erste Ligameisterschaft (1888/89). Der Club war auch der erste, der ein Double erzielen konnte: FA Cup (1889, 3:0 gegen die Wolverhampton Wanderers) und Meisterschaft in einer Saison. Dieses Double war mehr als außergewöhnlich, da die Meisterschaft ohne eine einzige Niederlage gewonnen wurde – etwas, was in den oberen Ligen erst zur Saison 2003/04 durch den FC Arsenal wiederholt werden konnte. Der Cup wurde sogar gewonnen, ohne ein einziges Gegentor zu kassieren. Während dieser Zeit war das Team unter dem Namen „The Invincibles“ (Die Unbezwingbaren) bekannt und zeichnete sich durch eine Ansammlung einheimischer und schottischer Spieler aus, die berühmt waren für ihr exzentrisches Verhalten. 1890 gelang die Wiederholung des Vorjahreserfolges in der Meisterschaft.
Preston North End spielte in den oberen zwei Abteilungen der Liga ununterbrochen bis 1970. Im Jahr 1938 gewann Preston zum zweiten Mal den FA Cup (gegen Huddersfield Town 1:0). Aus diesem Jahr stammt auch der bis heute geltende Zuschauerrekord der Lilywhites, als am 23. April gegen den FC Arsenal 42.684 Zuschauer kamen. 1970 stieg North End zum ersten Mal in die Third Division ab, kam aber als Meister 1970/71 in dieser Liga direkt wieder zurück. Der Verein konnte seine Position allerdings nicht halten und stieg 1985 wieder in die Football League Fourth Division ab. Während der 1990er wurde Preston durch Manager David Moyes wiederbelebt und schaffte es bis hinauf in die Football League Championship. Bis Sommer 2006 wurde der Club erfolgreich durch den ehemaligen Motherwell-Chef Billy Davies trainiert, der dann aber zu Derby County wechselte. Mit ihm belegte Preston in der Football League Championship 2004/05 mit 75 Punkten Platz 5 und hatte somit die Chance, in den Play-offs die Premier League zu erreichen. Das Hinspiel im Halbfinale gewann man daheim gegen Derby County mit 2:0, das Rückspiel ging 0:0 aus. Im Finale in Cardiff unterlag Preston North End West Ham United mit 0:1 und verpasste damit den Aufstieg. Ein Jahr später erreichte Preston als Tabellenvierter erneut die Play-offs, scheiterte aber bereits im Halbfinale an Leeds United.
Aufgrund eines 22. Platzes in der Saison 2010/11 stieg der Verein nach sieben Jahren in die Football League One ab. Nach einem nicht zufriedenstellenden Start in die League One 2011/12 wurde Trainer Phil Brown am 14. Dezember 2011 entlassen und interimsweise durch Graham Alexander und David Unsworth ersetzt. Im Jahr 2015 gelang die Rückkehr in die Football League Championship durch einen 4:0-Sieg im Play-off-Finalspiel gegen Swindon Town.

## Kader der Saison 2025/26
Stand 3. August 2025
| Nr. |            | Position | Name                 |
| --- | ---------- | -------- | -------------------- |
| 1   | Danemark   | TW       | Daniel Iversen       |
| 2   | Spanien    | AB       | Pol Valentín         |
| 4   | England    | MF       | Benjamin Whiteman    |
| 5   | England    | AB       | Odeluga Offiah       |
| 6   | Schottland | AB       | Liam Lindsay         |
| 7   | Irland     | ST       | Will Keane           |
| 8   | Nordirland | MF       | Ali McCann           |
| 9   | Kanada     | ST       | Daniel Jebbison      |
| 10  | Danemark   | MF       | Mads Frøkjaer-Jensen |
| 11  | Irland     | MF       | Robbie Brady         |
| 13  | Wales      | TW       | David Cornell        |
| 14  | England    | AB       | Jordan Storey        |
| 15  | Nordirland | MF       | Jordan Thompson      |
| 16  | Wales      | AB       | Andrew Hughes        |

| Nr. |            | Position | Name                     |
| --- | ---------- | -------- | ------------------------ |
| 19  | England    | AB       | Lewis Gibbson            |
| 21  | Wales      | TW       | James Pradic             |
| 22  | Island     | MF       | Stefán Teitur Thórdarson |
| 23  | Danemark   | ST       | Jeppe Okkels             |
| 26  | England    | AB       | Thierry Small            |
| 28  | Montenegro | ST       | Milutin Osmajić          |
| 32  | Polen      | AB       | Kacper Pasiek            |
| 36  | Irland     | AB       | Josh Seary               |
| 44  | England    | MF       | Brad Potts               |
|     | England    | ST       | Michael Smith            |
|     | Montenegro | AB       | Andrija Vukčević         |
|     | England    | TW       | Jack Walton              |
|     | England    | MF       | Noah Mawene              |

## Bekannte Spieler

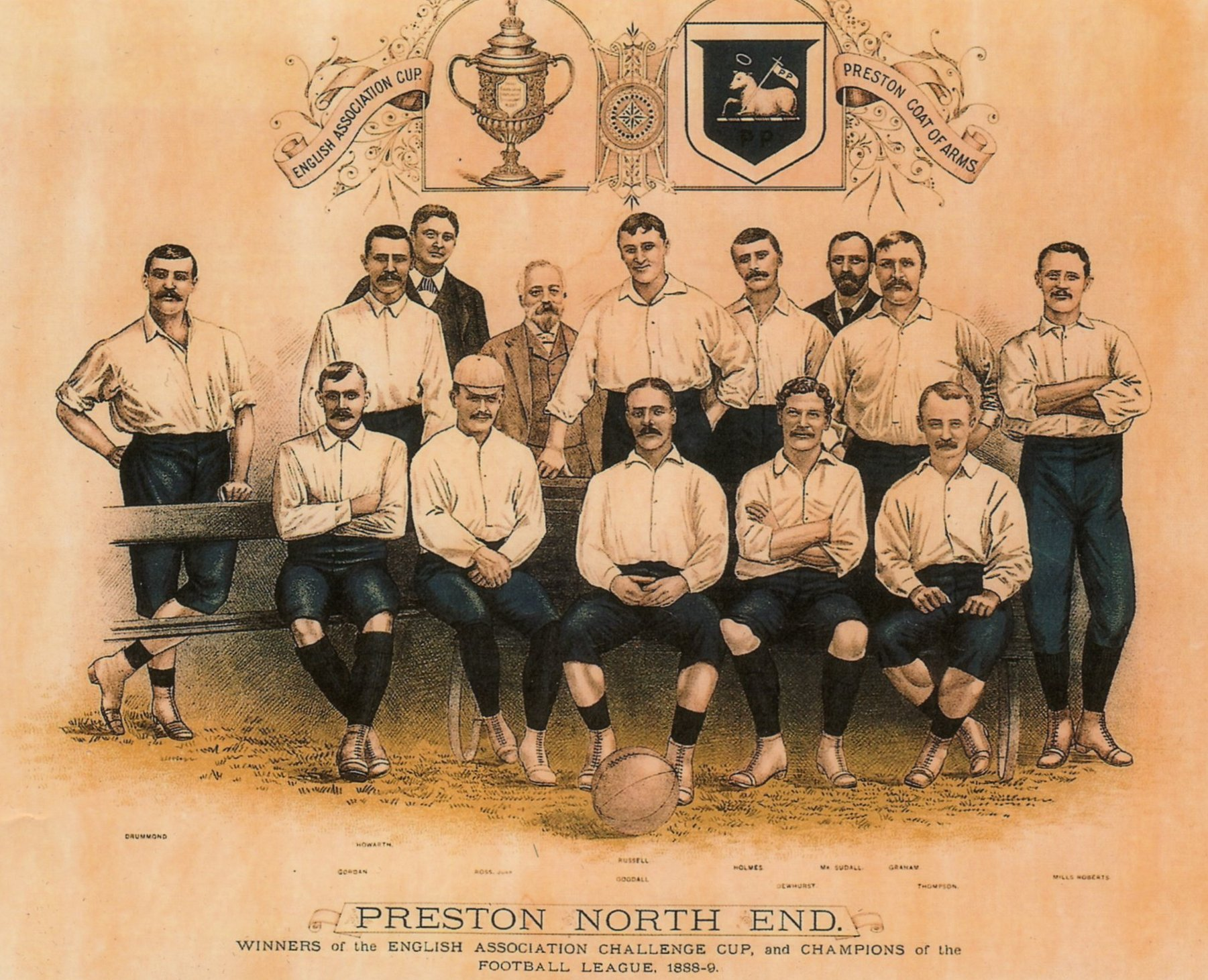
Die „Invincibles“ der Saison 1888/89

- Frank Becton (1891–1895)
- Bill Shankly (1933–1949)
- Tom Finney (1946–1960)
- Bobby Charlton (1973–1975)
- Nobby Stiles (1973–1975)
- David Beckham (1995)
- Graham Alexander (1999–2007)
- Erik Meijer (2000)
- Daniele Dichio (2005–2007)
- Thorsten Stuckmann (2011–2015)
- Max Ehmer (2012)

## Ligazugehörigkeit
- 1888–1901 Football League First Division
- 1901–1904 Football League Second Division
- 1904–1912 Football League First Division
- 1912–1913 Football League Second Division
- 1913–1914 Football League First Division
- 1914–1915 Football League Second Division
- 1919–1925 Football League First Division
- 1925–1934 Football League Second Division
- 1934–1949 Football League First Division
- 1949–1951 Football League Second Division
- 1951–1961 Football League First Division
- 1961–1970 Football League Second Division
- 1970–1971 Football League Third Division
- 1971–1974 Football League Second Division
- 1974–1978 Football League Third Division
- 1978–1981 Football League Second Division
- 1981–1985 Football League Third Division
- 1985–1987 Football League Fourth Division
- 1987–1992 Football League Third Division
- 1992–1993 Football League Second Division
- 1993–1996 Football League Third Division
- 1996–2000 Football League Second Division
- 2000–2004 Football League First Division
- 2004–2011 Football League Championship
- 2011–2015 Football League One
- 2015–0000 Football League Championship / EFL Championship